# Calle de San Bernardo
La calle de San Bernardo (o calle Ancha de San Bernardo y carrera de San Bernardo) es una vía pública de Madrid que discurre desde la plaza de Santo Domingo hasta la glorieta de Quevedo, en los distritos Centro, como límite de los barrios de Universidad y Palacio, y Chamberí, el tramo que discurre entre las glorietas de Ruiz Jiménez y Quevedo.

## Historia

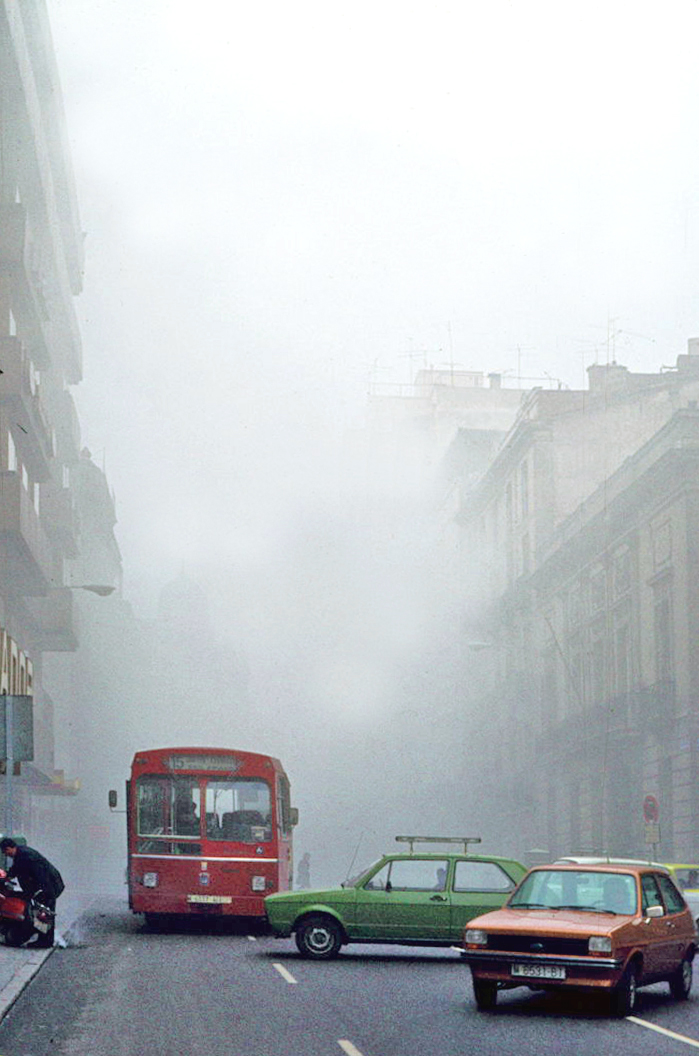
Vista de la calle en 1977, con humo producido por las granadas lacrimógenas tras una manifestación pro-amnistía.

Tomó su nombre de Bernardo de Claraval, santo francés del siglo XI, reformador de la orden cisterciense. Durante el siglo XIX, el tramo final de la calle, entre las mencionadas plazas de Ruiz Jiménez y Quevedo, tuvo el nombre de calle de las Navas de Tolosa.

## Arquitectura

### Arquitectura civil
Entre los edificios que se conservan en esta calle está el Palacio de Justicia, palacete del siglo XVIII edificado por la marquesa de Sonora, construido sobre el solar que ocupó la casa del marqués de Regalía. En el número 80, sitúa Pedro Felipe Monlau la Escuela normal superior de estudios especiales, ocupando el espacio urbano que albergó el convento de Santa Clara.
Otro edificio histórico es el de la antigua Universidad Central, que da nombre al barrio, y se construyó para continuar la obra del cardenal Cisneros en Alcalá de Henares. El conocido como caserón de San Bernardo ocupó parte del primitivo seminario de jesuitas, fundado en 1602. Frente a él, esquina a la calle del Pez, se encuentra el Palacio Bauer, que albergó el Conservatorio Nacional de Música y Declamación y luego fue convertido en sede de la Escuela Superior de Canto. Y en el número 70 se encuentra el instituto Lope de Vega, creado en 1933.
En el número 35 se encuentra una placa que rememora la estancia de Emilia Pardo Bazán en el que fue su domicilio entre 1890 y 1915.

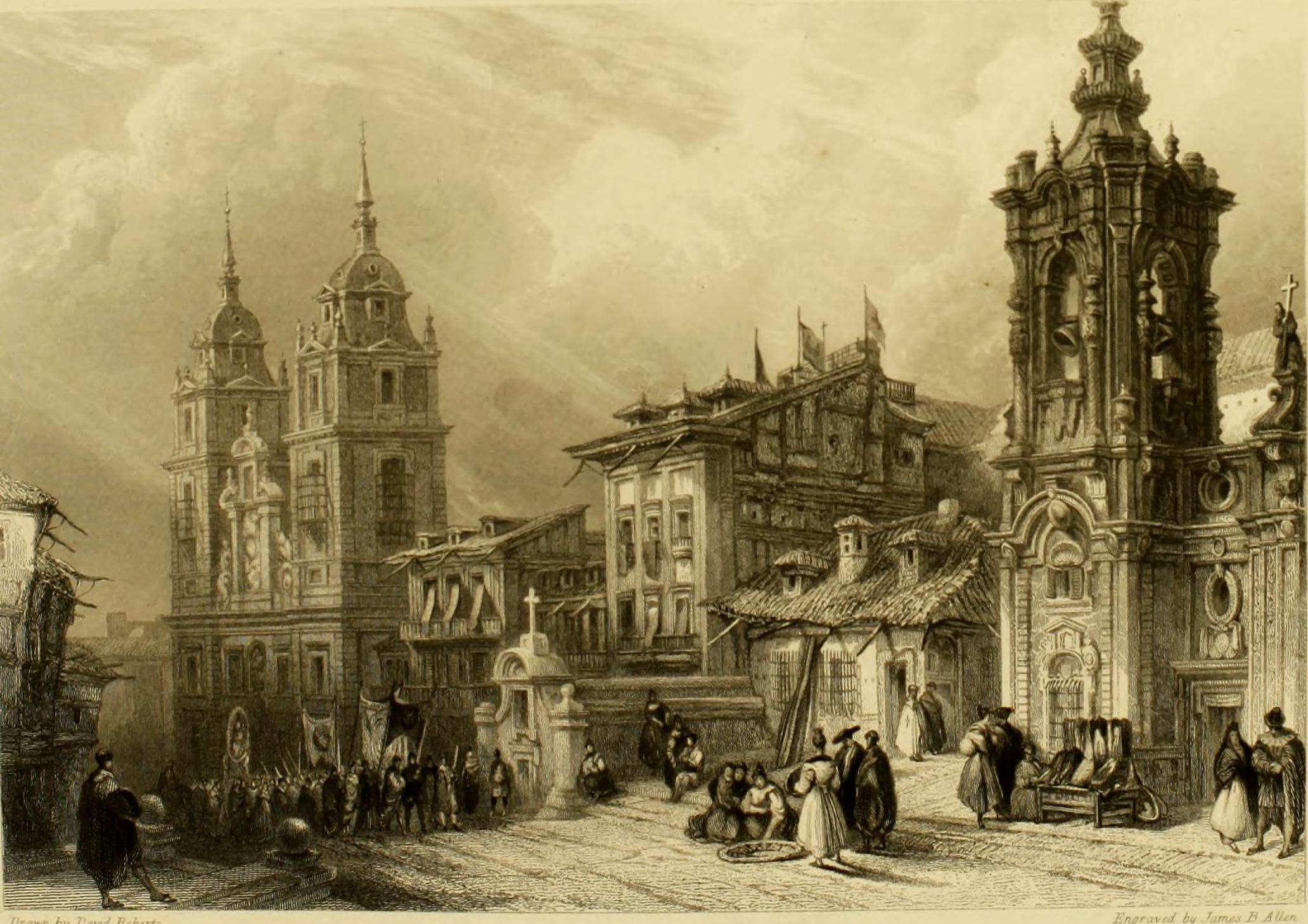
La carrera en la primera mitad del siglo XIX, grabado de David Roberts
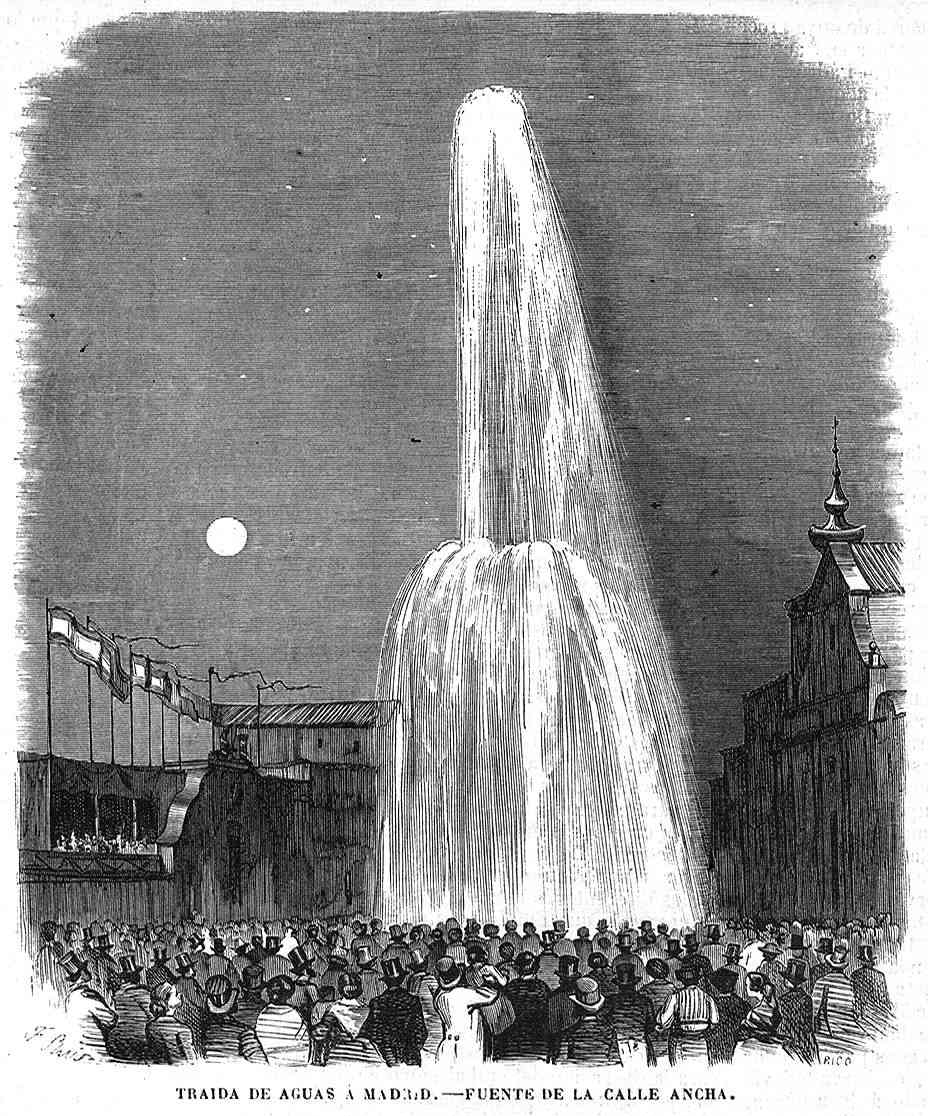
Traída de aguas a Madrid (1858)[n. 1]
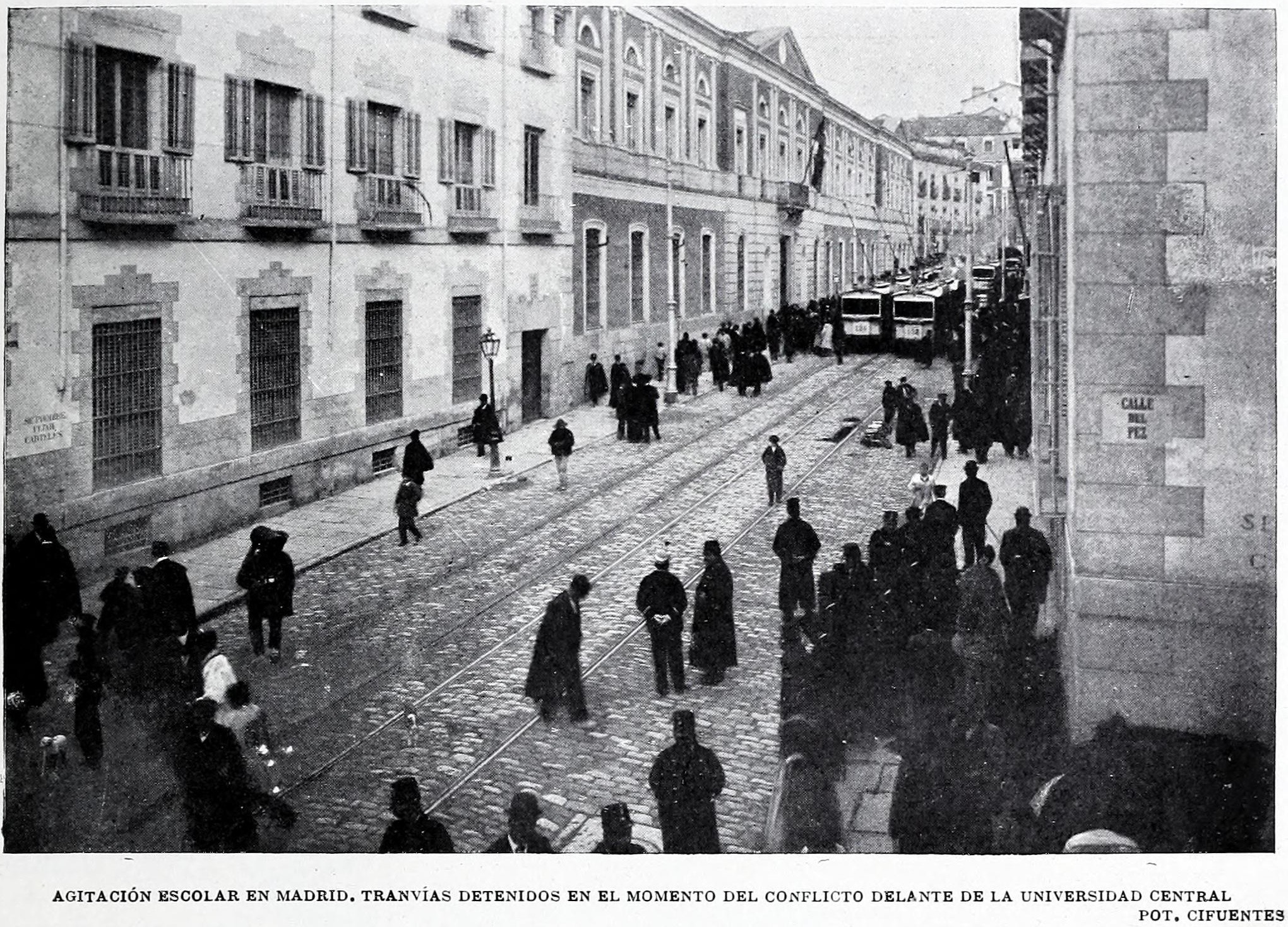
Calle de San Bernardo en 1901[n. 2]

### Arquitectura religiosa
Entre los edificios religiosos, cabe mencionar el convento de las Salesas Nuevas, que se fundó a finales del siglo XVIII, por María Luisa Centurión y Velasco, marquesa de Villena.
Otro edificio notable es la iglesia de Nuestra Señora de Montserrat, obra de Pedro de Ribera. Entre las piezas que contiene, hay una copia de La Moreneta, patrona de Cataluña.